# Miguel Ángel Ayuso Guixot
 Miguel Ángel Ayuso Guixot (Sevilla, 17 de junio de 1952-Roma, 25 de noviembre de 2024) fue un cardenal católico, misionero, profesor, escritor, teólogo, arabista e islamólogo español, miembro de los Combonianos.

## Biografía
Nació el 17 de junio de 1952, en la ciudad española de Sevilla. Hijo de Juan de Dios Ayuso Rubio y Natividad Guixot Visconti, siendo el quinto de nueve hermanos.
Asistió al Colegio San Antonio María Claret, pasando un año en el Seminario Menor de Sevilla. Sin embargo, sus padres sugirieron que completara sus estudios antes de tomar una decisión definitiva. 
Cursó estudios en la Facultad de Derecho de la Universidad de Sevilla. Durante ese tiempo, continuó participando activamente en la Iglesia y en retiros espirituales para jóvenes, donde conoció las publicaciones de los Combonianos.
En 1982, tras realizar estudios en el Pontificio Instituto de Estudios Árabes e Islámicos (PISAI), obtuvo la licenciatura en Estudios Árabes e islámicos. Posteriormente, consiguió el doctorado en Teología dogmática por la Universidad de Granada en el 2000.
Es políglota, ya que sabe hablar: español, árabe, inglés, francés e italiano.

### Vida religiosa
En septiembre de 1973, ingresó en la Congregación de los Combonianos. Realizó la profesión solemne el 2 de mayo de 1980.
Su ordenación sacerdotal fue el 20 de septiembre de 1982, en una parroquia de Sevilla, a manos del cardenal José María Bueno Monreal.
Fue misionero en Egipto y Sudán de 1982 a 2002. Durante este tiempo, fue profesor de Estudios islámicos en el Seminario Interdiocesano San Pablo (1987-1993), y Centro de Formación para Profesores de Religiones Cristianas en Jartum (1991-1994). Luego fue profesor de árabe en el Centro de Estudios Árabes e Islámicos «Dar Comboni» en El Cairo (1997-2002), dirigido por su congregación.
Regresó al Pontificio Instituto de Estudios Árabes e Islámicos (PISAI), donde enseñó estudios islámicos y teología dogmática desde 2002, y del cual fue su director, entre 2003 y 2006. Fue presidente del PISAI, entre 2006 y 2012.

#### Curia romana
El 20 de noviembre de 2007 fue nombrado consultor del Pontificio Consejo para el Diálogo Interreligioso. El 30 de junio de 2012, el papa Benedicto XVI lo nombró secretario del mismo dicasterio. El 29 de marzo de 2014, el papa Francisco lo confirmó en el cargo.
El papa Benedicto XVI lo nombró auditor especial en el Sínodo de los obispos para Oriente Medio en 2010. 
Trabajó como principal representante del Vaticano en el restablecimiento del diálogo con el gran imán Ahmed el-Tayeb de la mezquita Al-Azhar de El Cairo, que se había interrumpido en 2011. Informó que las partes se centraron en "iniciativas conjuntas para promover la paz", el derecho a la educación religiosa, y el tema de la libertad religiosa, buscando un acuerdo que establezca "el sacrosanto derecho a la ciudadanía" para todos, sin importar su religión. Su trabajo culminó en la declaración conjunta, la Declaración sobre la Fraternidad Humana, emitida por el Gran Imán y el papa Francisco en febrero de 2019 en Abu Dhabi. La polémica declaración conocida como el documento de Abu Dhabi.
Representó a la Santa Sede como miembro de la junta directiva del Centro Internacional Rey Abdalá bin Abdulaziz para el Diálogo Interreligioso e Intercultural (KAICIID), una iniciativa conjunta de Arabia Saudita, Austria y España, desde su fundación en Viena en 2012.
Desde entonces ha presidido diversas reuniones de diálogo interreligioso en países africanos como: Egipto, Sudán, Kenia, Etiopía y Mozambique, impartiendo además numerosas conferencias.

### Episcopado
El 29 de enero de 2016, el papa Francisco lo nombró obispo titular de Luperciana. Fue consagrado el 19 de marzo del mismo año, en la Basílica de San Pedro; a manos del mismo papa.
El 26 de septiembre de 2017 fue confirmado como secretario del Pontificio Consejo para el Diálogo Interreligioso in aliud quinquennium. El 15 de mayo de 2019, fue nombrado presidente del dicasterio. Ese mismo día, fue nombrado miembro de la Congregación para las Iglesias Orientales ad quinquennium.

### Cardenalato
Fue creado cardenal por el papa Francisco durante el consistorio del 5 de octubre de 2019, con el titulus de cardenal diácono de San Jerónimo de la Caridad. Tomó posesión formal de su Iglesia Titular el 8 de febrero de 2020.
El 14 de enero de 2020 fue nombrado miembro de la Congregación para las Iglesias Orientales. El 13 de octubre del mismo año, fue nombrado miembro de la Congregación para la Evangelización de los Pueblos.
El 5 de junio de 2022, con la entrada en vigor de la constitución apostólica Praedicate evangelium, pasó a ser prefecto del Dicasterio para el Diálogo Interreligioso. 
El 6 de febrero de 2024 fue nombrado miembro del Dicasterio de las Causas de los Santos ad quinquennium.

### Fallecimiento
Falleció el 25 de noviembre de 2024 en Roma, tras su hospitalización en el Policlínico Agustín Gemelli, a la edad de 72 años.

## Obras publicadas
- Miguel Ángel Ayuso Guixot (2008).  Paoline, ed. Chiesa e islam in Italia: esperienze e prospettive di dialogo. Ecumenismo e dialogo (en italiano) 3. ISBN 9788831534833.